# Eeva Ruoppa
Eeva Ruoppa (n. 2 mai 1932, Miehikkälä, Viipuri Province⁠(d), Finlanda – d. 27 aprilie 2013, Kotka, Kymenlaakso, Finlanda) a fost o schioară de fond ce a reprezentat Finlanda, medaliată olimpică. A participat la o ediție a Jocurilor Olimpice (1960) în care a câștigat o medalie de bronz.

## Participări
Lista de mai jos prezintă principalele competiții la care a participat Eeva Ruoppa de-a lungul carierei.
- cross-country skiing at the 1960 Winter Olympics – women's 3 x 5 km relay[*]